# Skate America 1993
Navigation
Édition précédente Édition suivante
Le Skate America est une compétition internationale de patinage artistique qui se déroule aux États-Unis au cours de l'automne. Il accueille des patineurs amateurs de niveau senior dans quatre catégories: simple messieurs, simple dames, couple artistique et danse sur glace.
Le douzième Skate America est organisé du 20 au 24 octobre 1993 à la Reunion Arena de Dallas au Texas.

## Résultats

### Messieurs
| Rang | Nom                | Pays       | Points | Prog. court | Prog. libre |
| ---- | ------------------ | ---------- | ------ | ----------- | ----------- |
| 1    | Viktor Petrenko    | Ukraine    | 2.5    | 3           | 1           |
| 2    | Brian Boitano      | États-Unis | 2.5    | 1           | 2           |
| 3    | Aleksey Urmanov    | Russie     | 4.0    | 2           | 3           |
| 4    | Todd Eldredge      | États-Unis | 6.5    | 5           | 4           |
| 5    | Philippe Candeloro | France     | 8.0    | 4           | 6           |
| 6    | Aren Nielsen       | États-Unis | 8.5    | 7           | 5           |
| 7    | Michael Chack      | États-Unis | 10.0   | 6           | 7           |
| 8    | Sébastien Britten  | Canada     | 12.0   | 8           | 8           |
| 9    | Mirko Eichhorn     | Allemagne  | 13.5   | 9           | 9           |

### Dames
| Rang | Nom                | Pays        | Points | Prog. court | Prog. libre |
| ---- | ------------------ | ----------- | ------ | ----------- | ----------- |
| 1    | Oksana Baiul       | Ukraine     | 2.0    | 2           | 1           |
| 2    | Surya Bonaly       | France      | 3.5    | 3           | 2           |
| 3    | Tonya Harding      | États-Unis  | 4.5    | 1           | 4           |
| 4    | Junko Yaginuma     | Japon       | 5.0    | 4           | 3           |
| 5    | Marina Kielmann    | Allemagne   | 7.5    | 5           | 5           |
| 6    | Lisa Ervin         | États-Unis  | 9.5    | 7           | 6           |
| 7    | Michelle Kwan      | États-Unis  | 10.0   | 6           | 7           |
| 8    | Charlene von Saher | Royaume-Uni | 12.0   | 8           | 8           |
| 9    | Sherry Ball        | Canada      | 14.0   | 10          | 9           |
| 10   | Zusanna Szwed      | Pologne     | 14.5   | 9           | 10          |

### Couples
| Rang | Nom                                 | Pays        | Points | Prog. court | Prog. libre |
| ---- | ----------------------------------- | ----------- | ------ | ----------- | ----------- |
| 1    | Evgenia Shishkova / Vadim Naumov    | Russie      | 1.5    | 1           | 1           |
| 2    | Kyoko Ina / Jason Dungjen           | États-Unis  | 3.0    | 2           | 2           |
| 3    | Karen Courtland / Todd Reynolds     | États-Unis  | 4.5    | 3           | 3           |
| 4    | Elena Ledinkina / Denis Tikhonov    | Russie      | 6.0    | 4           | 4           |
| 5    | Jodeyne Higgins / Sean Rice         | Canada      | 8.0    | 6           | 5           |
| 6    | Tristen Vega / Joel McKeever        | États-Unis  | 8.5    | 5           | 6           |
| 7    | Anuschka Gläser / Axel Rauschenbach | Allemagne   | 10.5   | 7           | 7           |
| 8    | Dana Mednick / Jason Briggs         | Royaume-Uni | 13.0   | 10          | 8           |
| 9    | Leslie Monod / Cédric Monod         | Suisse      | 13.0   | 8           | 9           |
| 10   | Sarah Abitbol / Stéphane Bernadis   | France      | 14.5   | 9           | 10          |

### Danse sur glace
| Rang | Nom                                    | Pays               | Points | Danse imposée 1 | Danse imposée 2 | Danse originale | Danse libre |
| ---- | -------------------------------------- | ------------------ | ------ | --------------- | --------------- | --------------- | ----------- |
| 1    | Sophie Moniotte / Pascal Lavanchy      | France             | 2.0    | 1               | 1               | 1               | 1           |
| 2    | Kateřina Mrázová / Martin Šimeček      | République tchèque | 4.2    | 2               | 3               | 2               | 2           |
| 3    | Renée Roca / Gorsha Sur                | États-Unis         | 6.6    | 6               | 6               | 2               | 3           |
| 4    | Elizabeth Punsalan / Jerod Swallow     | États-Unis         | 8.0    | 3               | 2               | 5               | 4           |
| 5    | Yaroslava Nechaeva / Yuri Chesnichenko | Lettonie           | 9.0    | 4               | 4               | 4               | 5           |
| 6    | Marika Humphreys / Justin Lanning      | Royaume-Uni        | 12.6   | 5               | 5               | 6               | 7           |
| 7    | Barbara Minorini / Andrea Gilardi      | Italie             | 14.0   | 8               | 8               | 8               | 6           |
| 8    | Rachel Mayer / Peter Breen             | États-Unis         | 15.0   | 7               | 7               | 7               | 8           |
| 9    | Josée Piché / Pascal Denis             | Canada             | 18.0   | 9               | 9               | 9               | 9           |

## Sources
- (en) « COMPETITION RESULTS, SUDAFED SKATE AMERICA INTERNATIONAL '93 », sur usfsa.xmlmanager.qg.com
- Patinage Magazine N°40 (Décembre 1993-Janvier/Février 1994)